# Andreas Peichl
Andreas Peichl (* 18. März 1979) ist Professor der Volkswirtschaftslehre an der Ludwig-Maximilians-Universität München und Leiter des ifo Zentrums für Makroökonomik und Befragungen.

## Leben
Nach seinem Abitur an der Alexander-von-Humboldt-Schule Lauterbach 1998 legte er 2001 sein Vordiplom in Betriebswirtschaftslehre an der Philipps-Universität Marburg ab. Im Anschluss studierte er drei Jahre Volkswirtschaftslehre an der Universität zu Köln und schloss mit einem Diplom ab. Daraufhin promovierte er 2008 mit Summa cum laude ebenfalls in Köln. Kurz vorher war er als Doktorand an der University of Essex. Als Doktorand an der Universität zu Köln arbeitete er auch als wissenschaftlicher Mitarbeiter am Finanzwissenschaftlichen Forschungsinstitut an der Universität zu Köln (FiFo Köln). Nach seiner Promotion arbeitete er bis 2013 für das Forschungsinstitut zur Zukunft der Arbeit in Bonn und wechselte im Anschluss für knappe 4 Jahre an das Zentrum für Europäische Wirtschaftsforschung in Mannheim und eine Professur für Empirische Finanzwissenschaft an der Universität Mannheim. Seit 2017 hat er den Lehrstuhl für Volkswirtschaftslehre, insb. Makroökonomie und Finanzwissenschaften an der Ludwig-Maximilians-Universität München inne. Ebenfalls 2017 wurde er zum Leiter des ifo Zentrums für Makroökonomik und Befragungen in München.
Seine Schwerpunkte liegen in der Finanzwissenschaft, dem Steuer- und Transfersystem, der Verteilung und Ungleichheit, sowie dem Arbeitsmarkt.
Er ist Mitglied des Wissenschaftlichen Beirates beim Bundesministerium der Finanzen. 2022 war er an der Konzeption für das deutsche Dateninstitut beteiligt.

## Veröffentlichungen
- Maximilian Blömer, Andreas Peichl: Mikrosimulation verschiedener Varianten eines Bedingungslosen Grundeinkommens in Deutschland. ifo Institut, München 2021, ISBN 978-3-95942-098-3, S. 57.
- Maximilian Blömer, Andreas Peichl: Anreize für Erwerbstätige zum Austritt aus dem Arbeitslosengeld-II-System und ihre Wechselwirkungen mit dem Steuer- und Sozialversicherungssystem. ifo Institut, München 2019, ISBN 978-3-95942-059-4, S. 93.
- Maximilian Blömer, Andreas Peichl: Für wen lohnt sich Arbeit? Partizipationsbelastungen im Steuer-, Abgaben- und Transfersystem. ifo Institut, München 2020, ISBN 978-3-95942-091-4, S. 46.
- Maximilian Blömer, Andreas Peichl: Ein "Garantieeinkommen für Alle". ifo Institut, München 2018, ISBN 978-3-95942-055-6, S. 70.
- Maximilian Blömer, Simon Litsche, Andreas Peichl: Reformoptionen für die Grundsicherung von Erwerbstätigen. ifo Institut, München 2019, ISBN 978-3-95942-074-7, S. 56.
- Maximilian Blömer, Przemyslaw Brandt, Andreas Peichl: Raus aus der Zweitverdienerinnenfalle: Reformvorschläge zum Abbau von Fehlanreizen im deutschen Steuer- und Sozialversicherungssystem. ifo Institut, München 2021, ISBN 978-3-95942-106-5, S. 72.
- Maximilian Blömer, Sebastian Link, Andreas Peichl: Die Auswirkungen der bedarfsorientierten Grundsicherung auf das Verhalten der Haushalte – ein Überblick. ifo Institut, München 2021, ISBN 978-3-95942-097-6, S. 57.
- Maximilian Blömer, Simon Litsche, Andreas Peichl: Gutachten zum Reformvorschlag "Kindergrundsicherung". ifo Institut, München 2021, ISBN 978-3-95942-102-7, S. 52.
- Maximilian Blömer, Clemens Fuest, Andreas Peichl: Der ifo-Vorschlag zur Reform des Grundsicherungssystems: Ergänzende Berechnungen. ifo Institut, München 2019, ISBN 978-3-95942-060-0, S. 50.
- Maximilian Blömer, Lilly Fischer, Manuel Pannier, Andreas Peichl: Die effektive Belastung von Erwerbseinkommen unterschiedlicher Haushaltstypen seit 1986. ifo Institut, München 2021, ISBN 978-3-95942-107-2, S. 60.
- Maximilian Blömer, Przemyslaw Brandt, Anina Harter, Martin Mosler, Andreas Peichl: Verteilungswirkungen ausgewählter steuerpolitischer Reformen der 19. Legislaturperiode. ifo Institut, München 2021, ISBN 978-3-95942-100-3, S. 48.